# Heinrich Kohl (Archäologe)

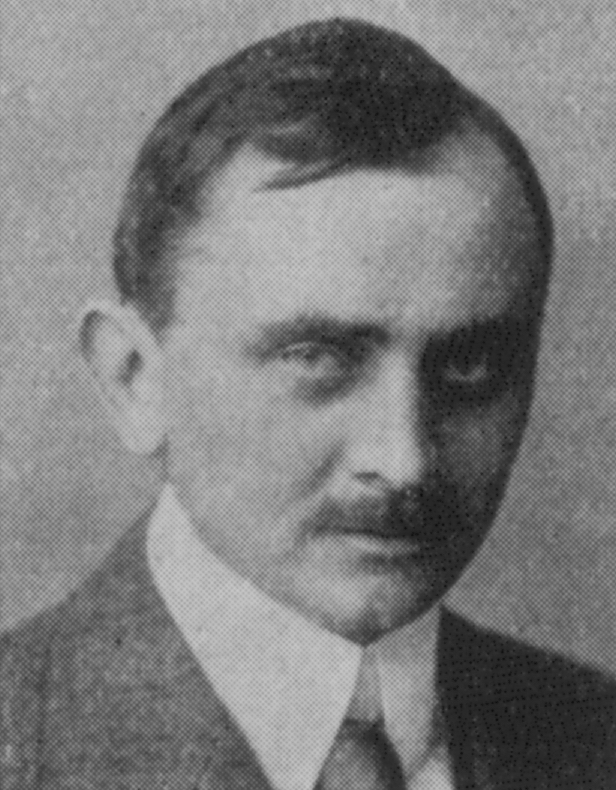
Heinrich Kohl

Heinrich Kohl (* 4. Mai 1877 in Kreuznach; † 26. September 1914 bei Moronvilliers nahe Reims; vollständiger Name Karl Gustav Heinrich Kohl) war ein deutscher Architekt und Bauforscher.

## Leben
Nach dem Abitur studierte er, seiner Neigung und seinem Talent folgend, zwischen 1896 und 1901 an den Technischen Hochschulen Charlottenburg, München und Dresden Architektur. Seinem Vater, dem Kreuznacher Gymnasialprofessor Dr. Otto Kohl, verdankte er die archäologischen Interessen. 1902 lernte er Otto Puchstein kennen, damals Professor für Klassische Archäologie in Freiburg, der ihn als Architekt für die Ausgrabungen in Baalbek gewinnen konnte. Hier war er während der Grabungskampagnen 1902 bis 1904 tätig. Im Frühjahr 1905 leitete er die Synagogen-Expedition der Deutschen Orient-Gesellschaft (DOG) in Galiläa, an der als Archäologe Carl Watzinger teilnahm. Seit 1907 war Kohl als Regierungsbaumeister bei den Eisenbahndirektionen Magdeburg und Posen, später in Berlin tätig, bei denen er genügend Freiraum hatte, seinen archäologischen Interessen nachzugehen. So konnte er schon im Frühjahr 1907 dem Wunsche Puchsteins folgen und die architektonische Aufnahme von Boğazköy durchführen. Im selben Jahr brach er zu einer weiteren DOG-Reise auf, erneut zusammen mit Watzinger. Im Herbst zogen sie durch Palästina und das östliche Jordanland; zwei Orte sind nennenswert: Keraze (Korazim), wo sie die 1905 nicht mögliche Grabung durchführten und die Synagoge freilegten, und Petra, wo Kohl die noch unerforschte Ruine Qaṣr al-Bint Fira‘un mit ihren Stuckdekorationen untersuchte und in nur zwei Tagen eine Bauaufnahme anfertigte. Am 6. November 1908 wurde er mit der Arbeit „Kasr Firaun in Petra“ an der Universität Rostock bei Carl Watzinger promoviert. Zum 1. Oktober 1913 wurde Kohl nach Berlin als Leiter des Hochbauamts IX bei der Ministerial-Baukommission versetzt. Am 19. Mai 1914 habilitierte er sich an der Technischen Hochschule Hannover für das Fach „Geschichte der Baukunst“.
Beim Ausbruch des Ersten Weltkriegs wurde Heinrich Kohl als Oberleutnant der Reserve eingezogen und zum „Kompagnieführer“ des 101. Sächsischen Reserve-Infanterieregiments ernannt. Sein Regiment wurde an der Westfront eingesetzt, wo es im September 1914 an der Besetzung des Dorfes Moronvilliers bei Reims teilnahm. Bei einem Gegenangriff der französischen Armee fiel Kohl am 26. September 1914. Watzinger würdigte seine wissenschaftlichen Verdienste im Vorwort ihres Berichts über die Synagogen in Galiläa.

## Schriften
- Aus den Berichten des Herrn Kohl über die Expedition zur Erforschung der Synagogenruinen Galiläas, in: Mitteilungen der Deutschen Orient-Gesellschaft 27, 1905, 2–4.
- Aus den Berichten der Herren Kohl, Watzinger und Hiller über die Expedition zur Erforschung der Synagogenruinen Galiläas, in: Mitteilungen der Deutschen Orient-Gesellschaft 29, 1905, 4–34.
- Kasr Firaun in Petra. (= Wissenschaftliche Veröffentlichungen der Deutschen Orient-Gesellschaft 13). Leipzig 1910.
- Otto Puchstein: Boghasköi. Die Bauwerke; unter Mitwirkung von Heinrich Kohl und Daniel Krencker (= Wissenschaftliche Veröffentlichungen der Deutschen Orient-Gesellschaft 19). Leipzig 1912.
- mit Carl Watzinger: Antike Synagogen in Galilaea (= Wissenschaftliche Veröffentlichungen der Deutschen Orient-Gesellschaft 29). Leipzig 1916.